# Marquês de Sampaio
Marquês de Sampaio, também grafado Marquês de São Paio, é um título nobiliárquico português criado pelo Rei D. José I em favor de D. Vitória Josefa de Bourbon por Decreto de 5 de Junho de 1761, quando foi nomeada Aia do Príncipe nascituro da então Princesa da Beira, a futura Rainha D. Maria I, que se encontrava grávida. O filho, D. José, Príncipe do Brasil e 2.º na linha de sucessão ao trono, viria a nascer a 21 de Agosto de 1761.
O filho da 1ª Marquesa, António de São Paio Melo e Castro Moniz e Torres de Lusignan, foi criado 1.º Conde de Sampaio pelo Rei D. José I por Decreto de 18 de Dezembro de 1764. 
O título de Marquês de Sampaio foi reabilitado pela Rainha D. Maria II por Decreto de 1 de Dezembro de 1834 em favor de Manuel António de Sampaio Melo e Castro Moniz e Torres de Lusignano, 2.º Conde de Sampaio.

## Marqueses de Sampaio (1761)
Título criado pelo Rei D. José I por Decreto de 5 de Junho de 1761 em favor de D. Vitória Josefa de Bourbon.
Título reabilitado pela Rainha D. Maria II por Decreto de 1 de Dezembro de 1834 e concedido a Manuel António de Sampaio Melo e Castro Moniz e Torres de Lusignano, 2.º Conde de Sampaio.

### Titulares
1. D. Vitória Josefa de Bourbon
2. Manuel António de Sampaio Melo e Castro Moniz e Torres de Lusignano, 2.º Conde de Sampaio;
3. Manuel António de Sampaio Melo e Castro Torres de Lusignano, 4.º Conde de Sampaio.
4. António Pedro Maria da Luz de São Paio Melo e Castro Moniz e Torres de Lusignan (1902–1981)
5. Manuel João São Payo Castel-Branco Cary (1952–2011)
6. Manuel Fino São Payo Cary (n. 1978)[4]

### Armas
Sampaio (plenas). Escudo esquartelado: I e IV - de ouro, com uma águia de púrpura aberta; II e III - xadrezado de ouro e de negro; bordadura de vermelho com oito elos de corrente de ouro abertos com a letra S. Coroa de Marquês.

## Condes de Sampaio (1764)
Título criado pelo pelo Rei D. José I por Decreto de 18 de Dezembro de 1764 em favor de António de São Paio Melo e Castro Moniz e Torres de Lusignan.

### Titulares
1. António de São Paio Melo e Castro Moniz e Torres de Lusignan (1720 - 1803);
2. Manuel António de São Paio Melo e Castro Moniz e Torres de Lusignano, 1.º Marquês de São Paio;
3. Violante Maria Rita de São Paio e Albuquerque de Mendoça Furtado de Melo e Castro Moniz e Torres de Lusignano (1789-1859)
4. Manuel António de São Paio e Albuquerque de Mendoça Furtado (1813-1876), 2.º Marquês de Sampaio
5. António Pedro de São Paio Melo e Castro de Lusignano (1845-1897)
6. Manuel António de São Paio Melo e Castro (1869-1945)
7. António Pedro de Sampaio de Melo e Castro de Lusignano
8. Maria Madalena de Sampaio e Albuquerque de Mendonça Furtado
9. Manuel Fino São Payo Cary[5]

### Armas
As dos Marqueses de Sampaio. Coroa de Conde.